# Alchemilla microsphaerica
Alchemilla microsphaerica é uma espécie de rosácea do gênero Alchemilla, pertencente à família Rosaceae.